# Nove Selo, Pidvolociîsk
Nove Selo (în ucraineană Нове Село) este localitatea de reședință a comunei Nove Selo din raionul Pidvolociîsk, regiunea Ternopil, Ucraina.

## Demografie
Componența lingvistică a localității Nove Selo
     Ucraineană (99,85%)
     Alte limbi (0,15%)
Conform recensământului din 2001, majoritatea populației localității Nove Selo era vorbitoare de ucraineană (99,85%), existând în minoritate și vorbitori de alte limbi.